# Cercul artistic literar Intim Club
Cercul artistic literar Intim Club a fost o societate artistică și literară înființată în data de 13 februarie 1885 și și-a derulat activitatea pe parcursul a doi ani de zile, până în vara anului 1886. Ea a fost înființată de Nicolae Kalinderu,  Nicolae Cerchez, Ioan Brăescu, Constantin Băicoianu, Alexandru Davila și Alexandru Cerchez. Structura sa a fost împărțită pe patru departamente: secția de arte frumoase, muzică, literatură și secția de organizare de evenimente și serbări. Scopul societății reieșit din statutul său de funcționare era promovarea artelor în rândul clasei aristocrației burgheze a epocii. Numărul de membri a fost limitat la 101 persoane care plăteau cotizații lunare destul de importante.
Societatea Intim Club a afiliat ca membri artiști recunoscuți ca G.D. Mirea, Ion Mincu, Ion Georgescu, Barbu Delavrancea și l-a avut ca președinte de onoare pe poetul Vasile Alecsandri. Sediul organizației a fost stabilit într-un imobil de lux închiriat pe Calea Victoriei în așa numita Casă Strat care a dispărut în anul 1944 ca urmare a bombardamentelor germane asupra capitalei.
Clubul Intim a fost înființat după modelul societăților similare britanice. Cele mai importante evenimente pe care le-a organizat, au fost cele două expoziții de artă plastică făcute în saloanele luxoase ale sediului societății din luna iunie 1885 și 1886. Cele mai importante exponate au fost lucrările lui Ion Andreescu, Nicolae Grigorescu, Carol Storck, Ion Georgescu și G.D. Mirea.

## Constituirea clubului
Prin inițiativa unor intelectuali tineri care s-au întors de la studiile pe care le-au făcut în străinătate, la scurtă vreme de la destrămarea Societății Amicilor Bellelor-Arte, s-a înființat în data de 13 februarie 1885 în locuința doctorului Nicolae Kalinderu - Societatea Cercul artistic literar Intim Club. Înființată după moda englezească sub forma unui club care-l avea ca președinte de onoare pe Vasile Alecsandri și ca președinte executiv pe Kalinderu, statutele de constituire ale organizației au limitat acordarea titlului de membru a persoanelor mai puțin avute sau chiar a celor lipsite de mijloace de trai decente, așa cum erau majoritatea artiștilor din România. De aceea, societatea a impus încă de la începutul activității sale cotizații lunare importante și a îngrădit numărul maxim de membri ai ei la 101. Scopul societății era coagularea legăturilor dintre iubitorii de artă și artiștii români, precum și derularea unei prodigioase activități de promovare a lucrărilor literare sau artistice ale tinerilor. Ca urmare a modului de redactare și concepere a statutelor și a intențiilor lucrative ale organizației, s-a constatat de fapt că Intim Club s-a adresat cu preponderență unui cerc restrâns al oamenilor bogați ai României.
Cu toate că printre membrii fondatori se regăsesc și câțiva artiști care au cunoscut îndeaproape realitatea existenței confraților lor și aceștia au sugerat comitetului de conducere și activități care să se apropie de numeroasa bază săracă a artiștilor, decindenții societății au rezolvat disputa într-un mod tipic burghez. La articolul II, punctul C din statut s-a prevăzut că organizația urma să se ocupe „... de a veni pe cât îi va sta în putință în ajutorul artiștilor scăpătați”. Felul cum a fost redactat articolul, relevă intenția ca orice sprijin pe care societatea nou înființată l-ar fi acordat artiștilor să fie doar un act de caritate și nicidecum ea nu era dispusă în crearea unui mediu creator celor fără posibilități financiare. Cum era normal după o asemenea definire de intenții, dezideratul a fost tras pe linie moartă, chiar dacă ajutorul acordat lui G.D. Mirea pentru a locui la sediul Clubului și acela de a folosi salonul ca atelier de creație, nu a fost decât o formă voalată de angajare a lui ca administrator al imobilului.

## Comitetul de conducere
Cercul artistic literar Intim Club a avut următorul comitet de conducere:
- Președinte de onoare - Vasile Alecsandri;[3]
- Președinte executiv - Nicolae Kalinderu;[3]
- Vicepreședinți - Nicolae Cerchez și Ioan Brăescu;[3]
- Casier - George Olănescu;[3]
- Secretari - Constantin Băicoianu, Alexandru Davila, Alexandru Cerchez;[3]
- Membrii Secției de Arte Frumoase - Ion Mincu, G.D. Mirea, Ion Georgescu;[3]
- Membrii Secției de Muzică - Ștefan Vlădoianu, Constantin Dumitrescu, Ioan Paraschivescu;[3]
- Membrii Secției Literar-Dramatice - Dimitrie Olănescu, Ștefan Mihăilescu, Barbu Delavrancea;[3]
- Comisari ai Serbărilor - N. Văcărescu, Theodor Ghica și Mărgăritescu.[3]

Promotorii Cercului artistic literar Intim Club
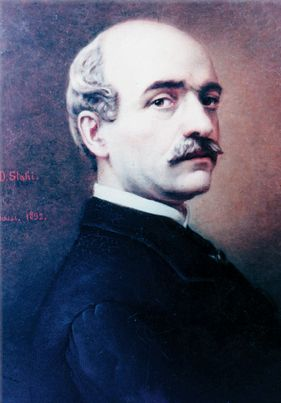
Vasile Alecsandri
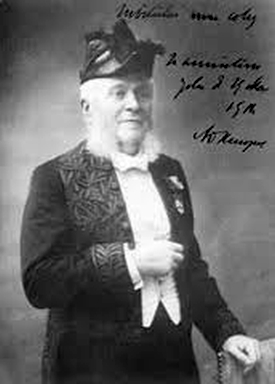
Nicolae Kalinderu
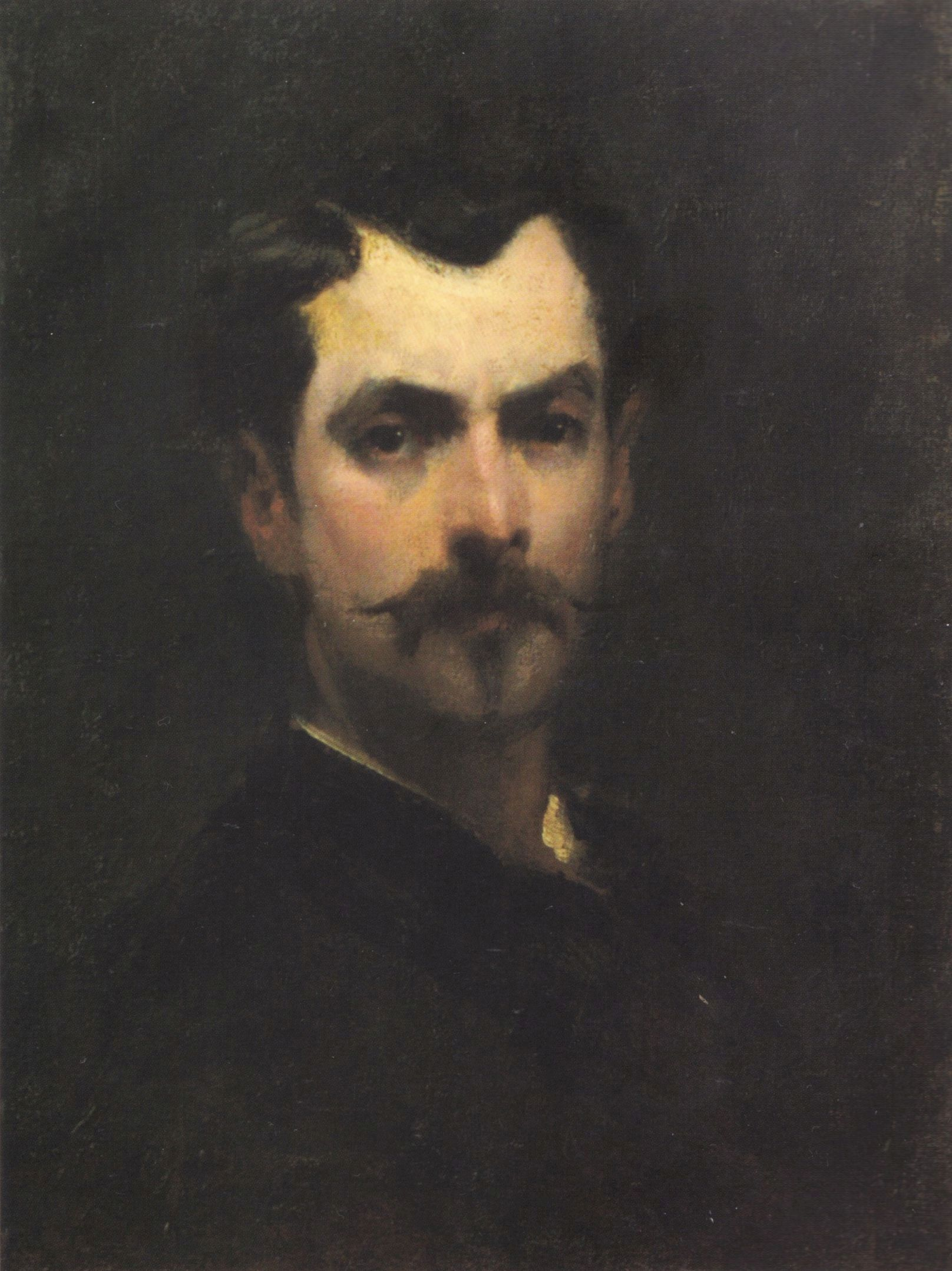
G.D. Mirea
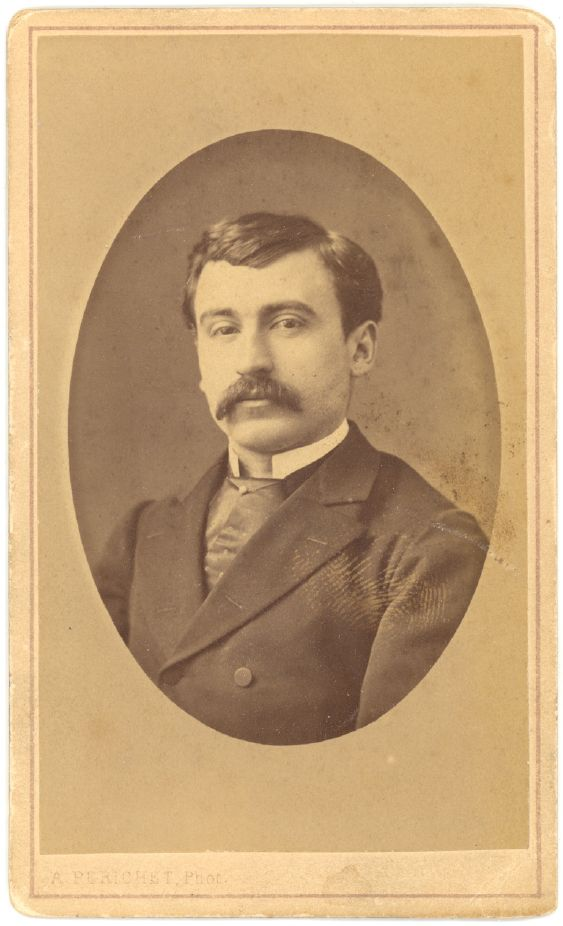
Ion Georgescu
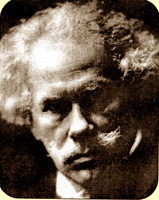
Barbu Ștefănescu Delavrancea
Ion Mincu

## Sediul Societății

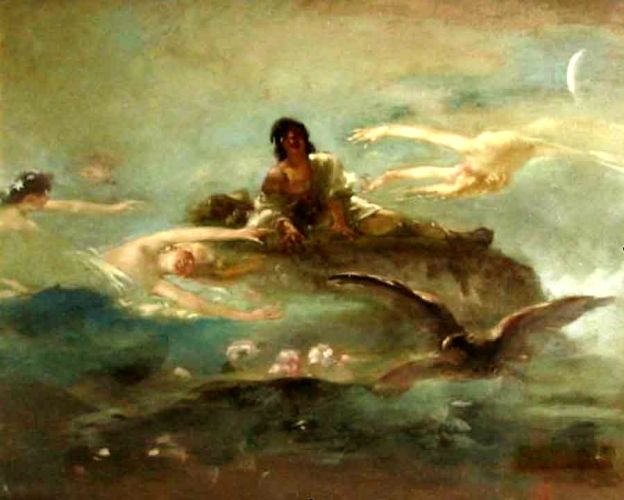
Vârful cu dor - de G.D. Mirea

Cercul artistic literar Intim Club și-a desfășurat activitatea într-o clădire închiriată foarte spațioasă în așa numita Casă Strat de pe Calea Victoriei. Edificiul nu mai există în ziua de astăzi deoarece el a fost distrus de către bombardierele germane în anul 1944.
Imobilul a fost decorat elegant cu obiecte de mobilier donate de către membrii fondatori. La sediul acestuia s-a desfășurat activitatea a patru secții disciplinare:
1. secția de arte frumoase;
2. secția de literatură și dramă;
3. secția de muzică;
4. comisia de organizare a serbărilor.

Administrator al sediului a fost desemnat G.D.Mirea căruia i s-a pus la dispoziție salonul pentru a-și putea desfășura activitatea artistică, precum și un spațiu pentru a locui.

## Activitatea
Membrii organizației se întruneau la sediu pentru a plănui organizarea de expoziții, recitaluri, concerte, baluri artistice, serbări, conferințe etc. Pentru ca vizitatorii aristocrați care erau și membri ai clubului să beneficieze de o atmosferă reconfortantă și elitistă, programul de vizitare a expoziției pentru publicul obișnuit a fost stabilit la ore nepotrivite. Astfel, high-life-ul din București își dădea locul de întâlnire la bufetul din Casa Strat, după care plecau cu trăsurile la plimbare pe bulevardul Kiseleff.
Secțiile de literatură dramatică și cea de muzică aveau ca scop lucrativ cultivarea publicului distins cu serbări cu surprize, recitaluri muzicale și mai ales baluri câmpenești, venețiene, etc. Ținând cont de modul cum se desfășurau activitățile Cercului Intim Club, culturalizarea artistică era inexistentă atât pentru protipendada Bucureștiului, cât și pentru masele largi ale populației. Demersurile societății nu erau altele decât scoaterea clasei avute a capitalei din lâncezeala în care trăia.

Artiști care au participat la evenimentele organizate de Intim Club
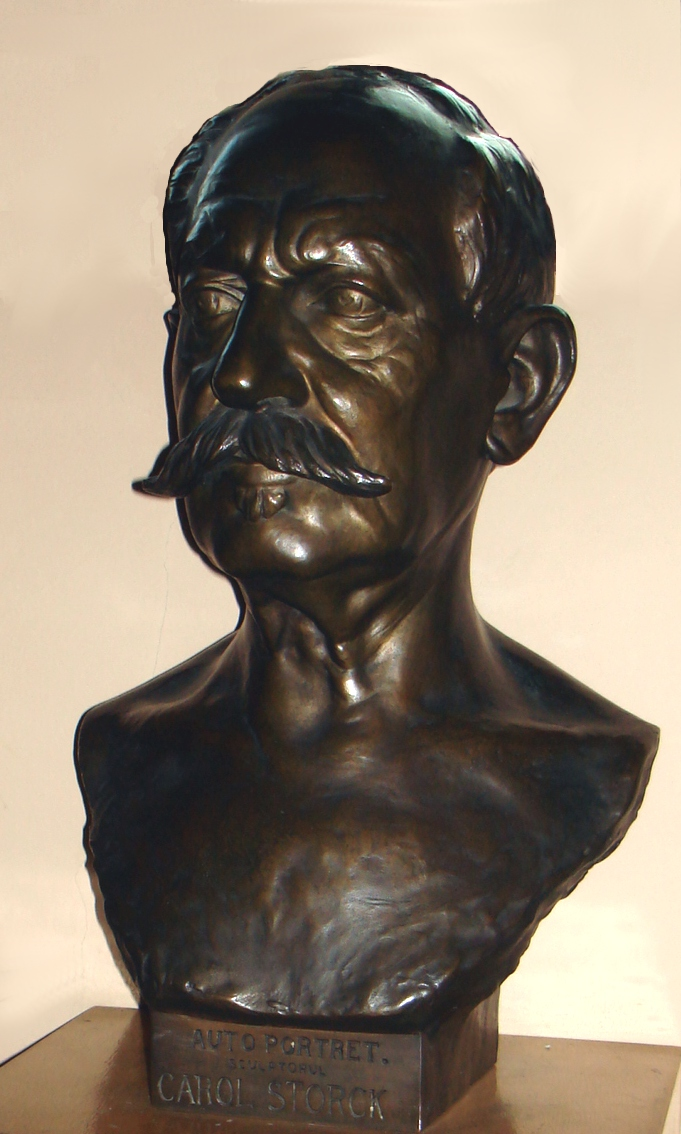
Carol Storck
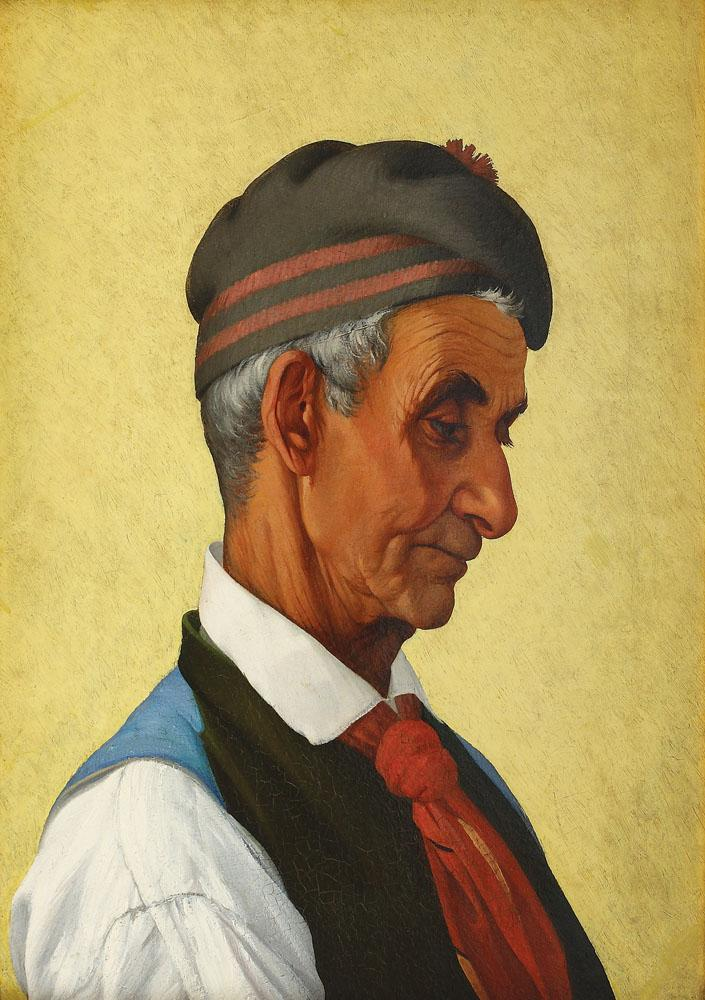
Mihail Ştefănescu
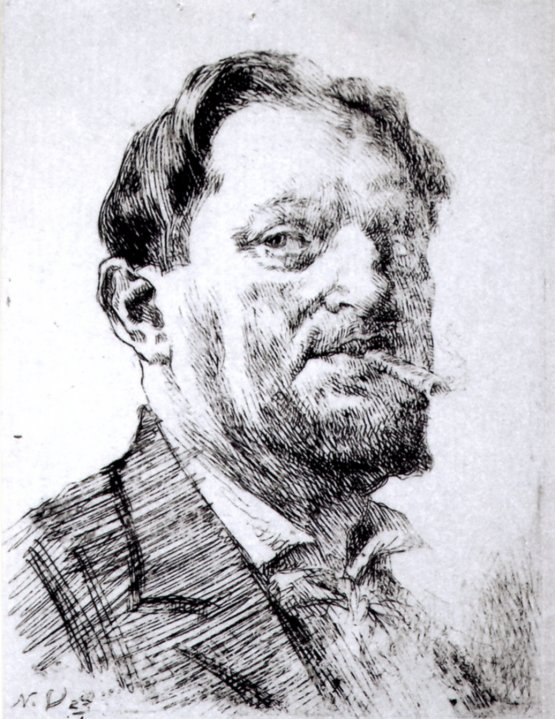
Nicolae Vermont
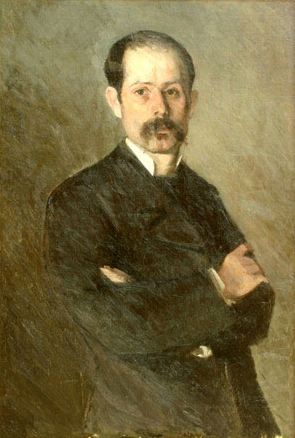
Ion Andreescu
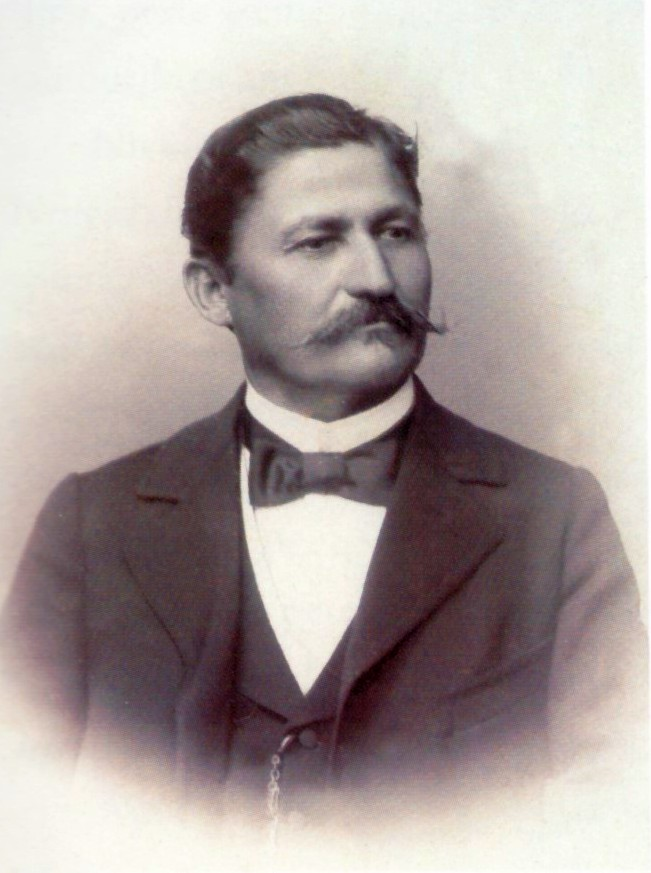
Sava Henţia
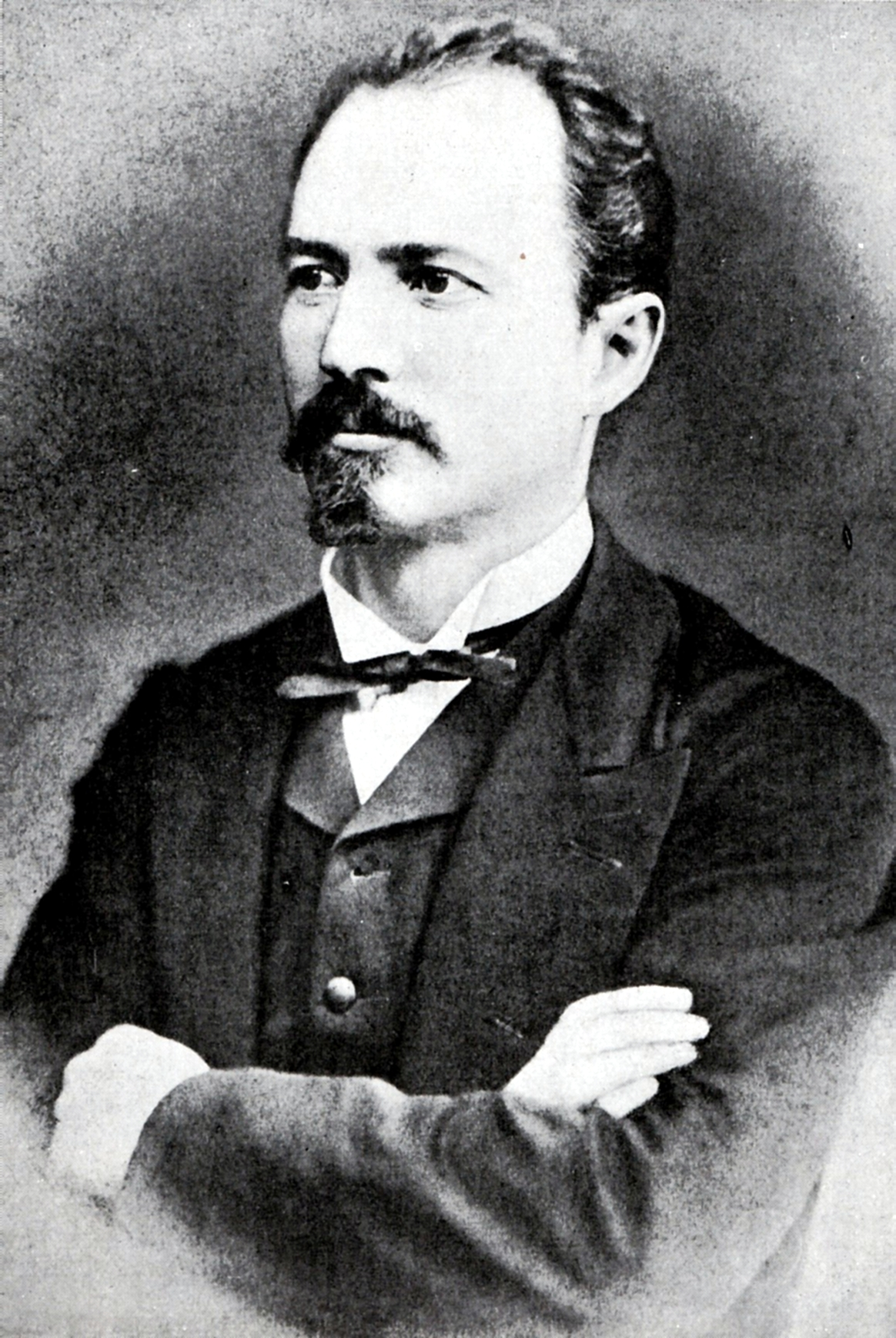
Nicolae Grigorescu
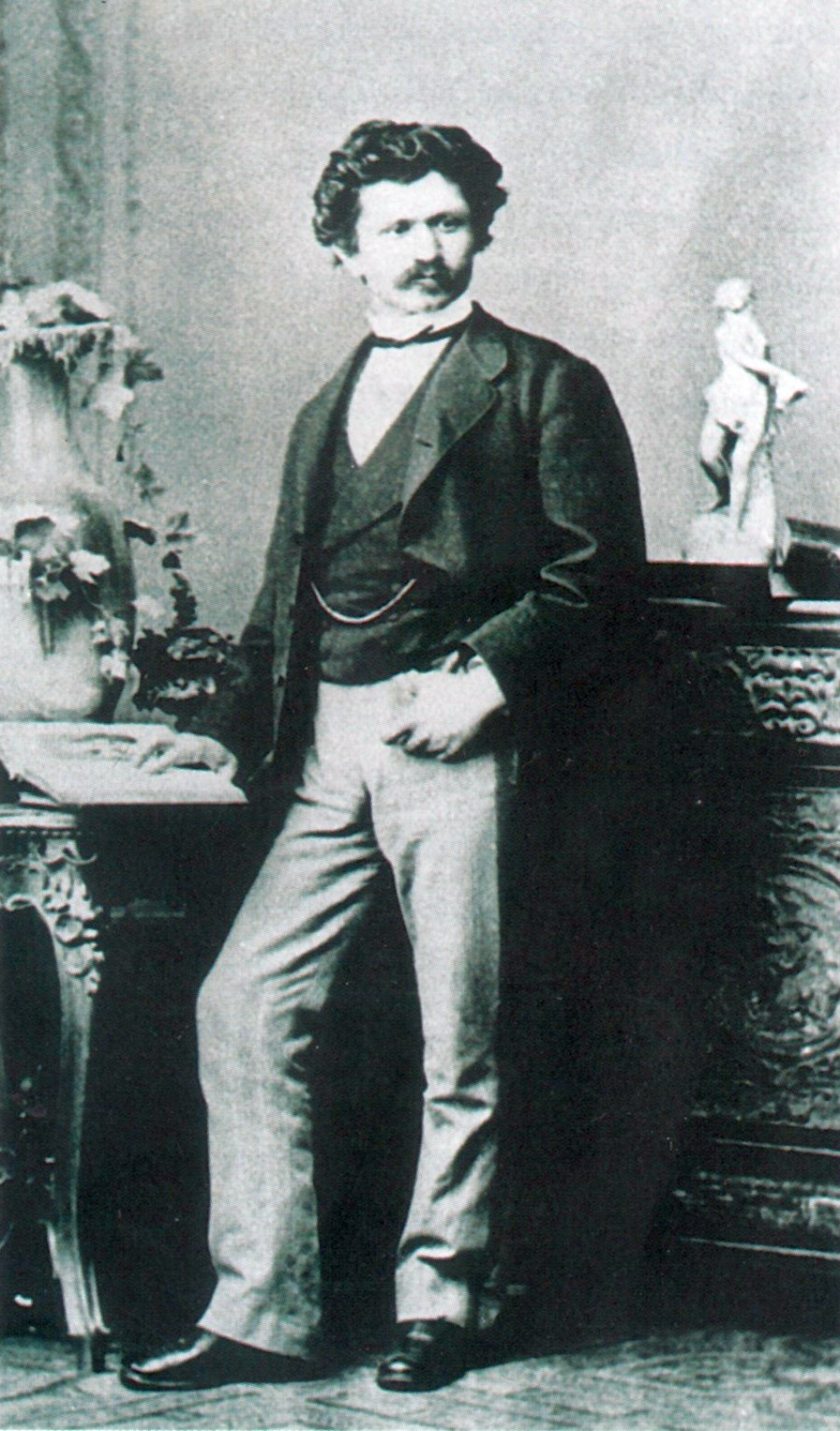
Constantin I. Stăncescu

### Expoziția din iunie 1885

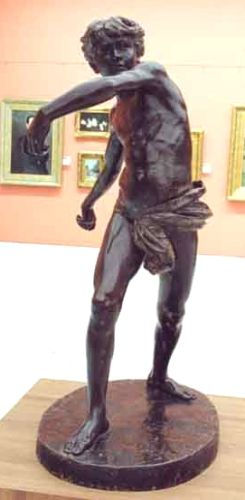
Endymion la vânătoare - de Ion Georgescu

Cea mai importantă expoziție de artă plastică a societății (peste 400 de exponate), s-a derulat la sediul organizației începând din data de 1 iunie 1885. Răspunzători de bunul mers al evenimentului au fost G.D. Mirea, Ion Mincu și Ion Georgescu. Vedetele expoziției au fost lucrările lui Ion Andreescu, care decedase de curând, în anul 1882. Cele mai admirate tablouri au fost cele intitulate Efecte de iarnă, Seri de toamnă, Buchete de flori și Pădure de mesteceni.

#### Participanți
Artiștii români și-au expus operele în salonul cel mare.
- Secția de pictură

Capetele afiș:
- Ion Andreescu cu 28 de lucrări;
- Nicolae Grigorescu a expus un număr de 47 de tablouri, dintre care s-au evidențiat Sacagiul, Sub stejari, Un ovrei și câteva  lucrări cu tematică patriotică Smârdanul, Curcanul, Santinela și Vedeta.
- G.D. Mirea a expus Vârful cu dor, Portretul dlui V.P., Portretul Yvonettei și Portretul dnei P... cu copii.

Alți artiști mai puțin importanți:
- Sava Henția, Alexandru Paraschivescu (Alpar), Constantin I. Stăncescu, Ion Georgescu care a expus și acuarele, Stoicescu, Ion Mincu, Dumitru Dăscălescu.
- Emilia Popovici, Irina Deșliu, Olga Stolojan și Valentina Bibescu.

- Secția de sculptură:

- Carol Storck a expus Progresul, una dintre cele mai admirate sculpturi;
- Ion Georgescu a expus Endymion, una dintre cele mai admirate sculpturi.

Artiștii străini și-au expus lucrările în alte trei saloane mai mici ale sediului Intim Club.

#### Galerie

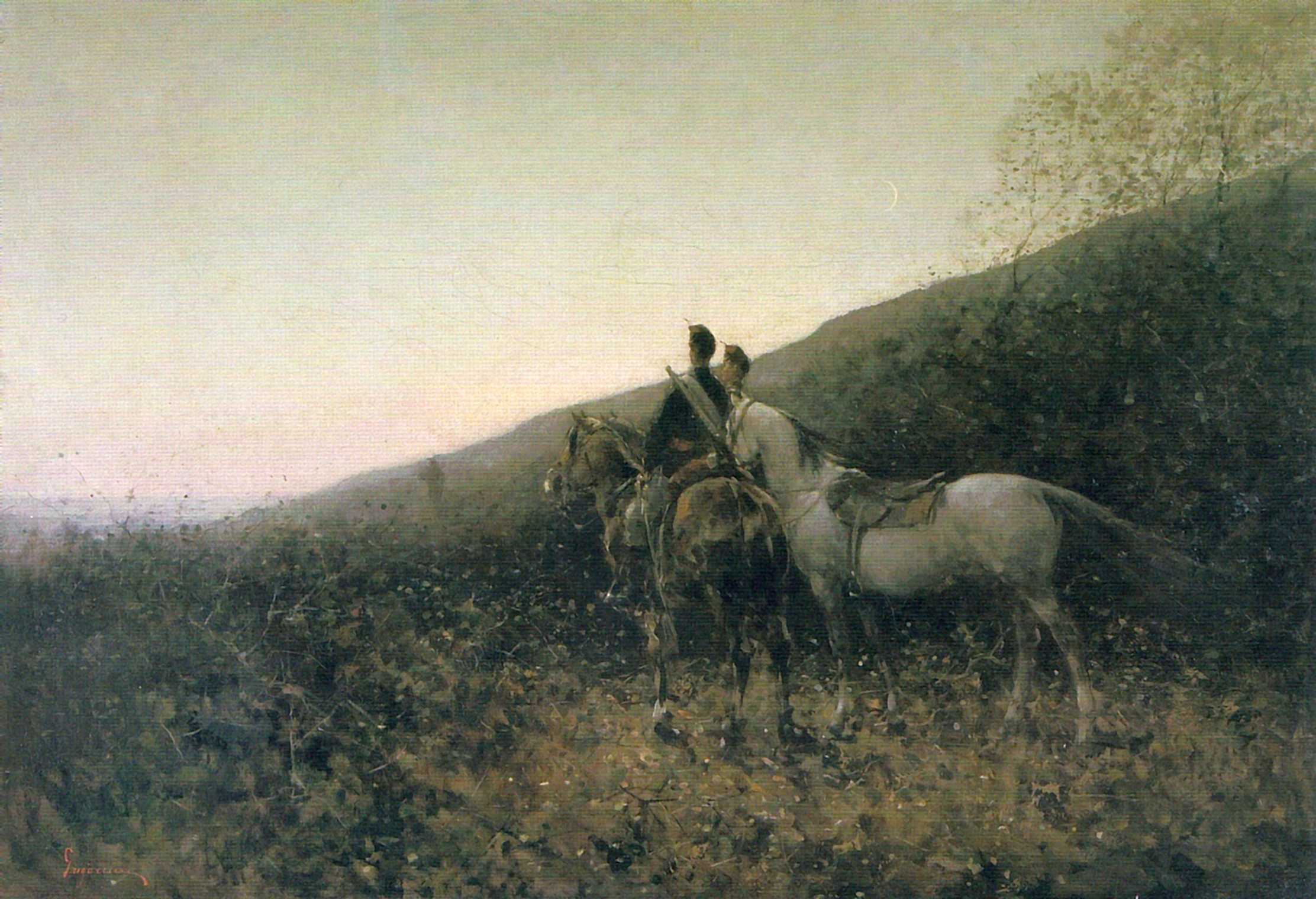
Vedeta - Grigorescu
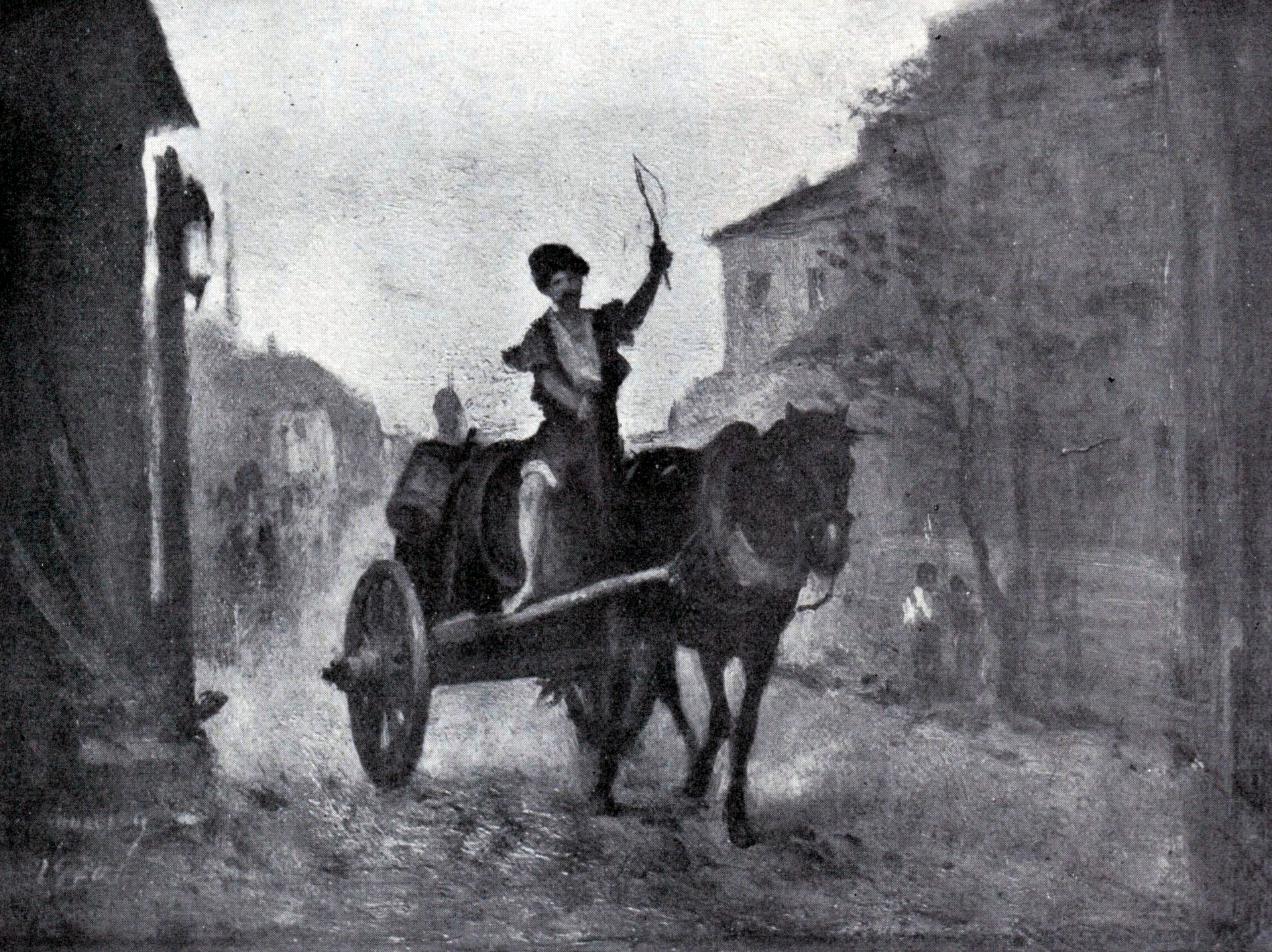
Sacagiu - Grigorescu
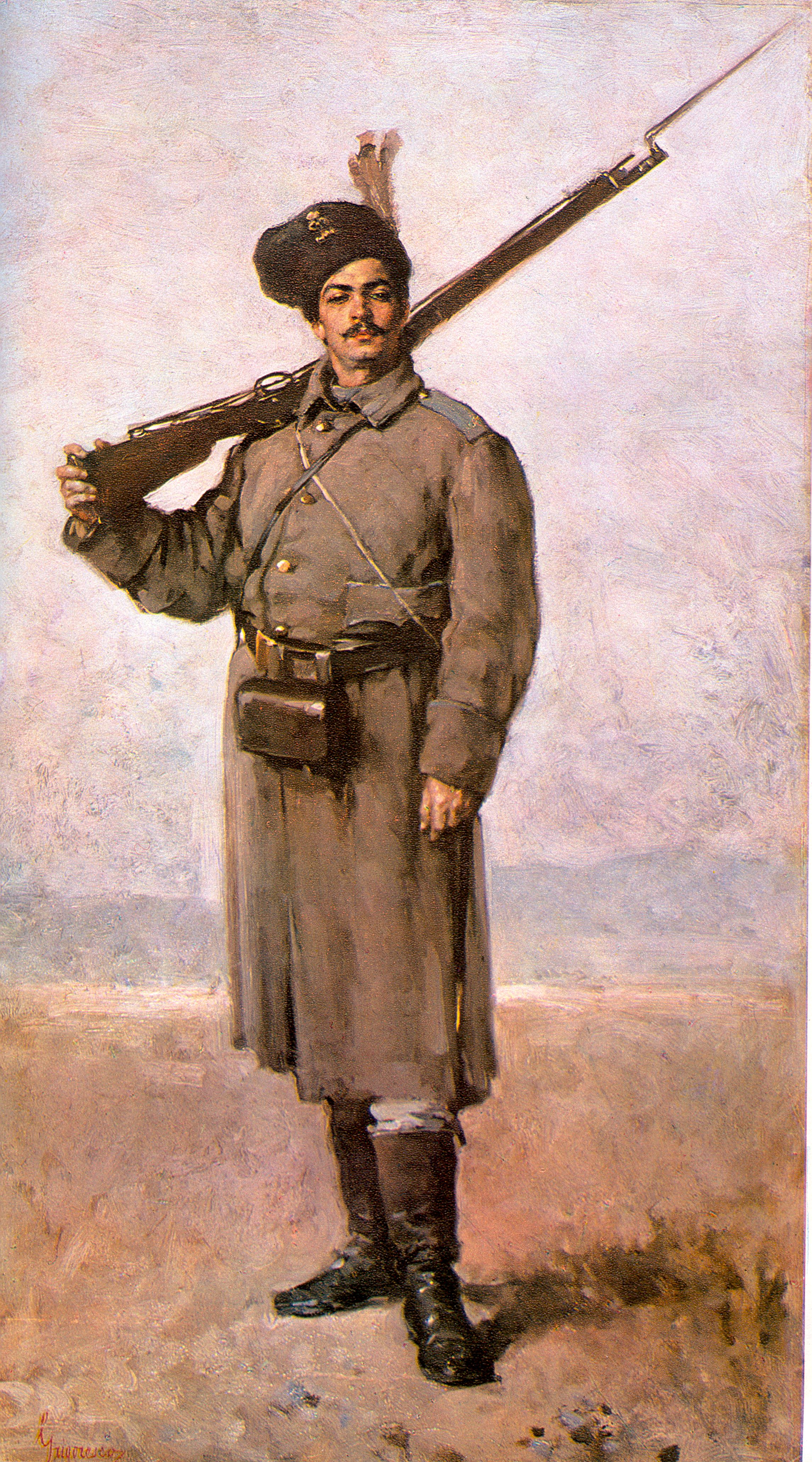
Santinela - Grigorescu
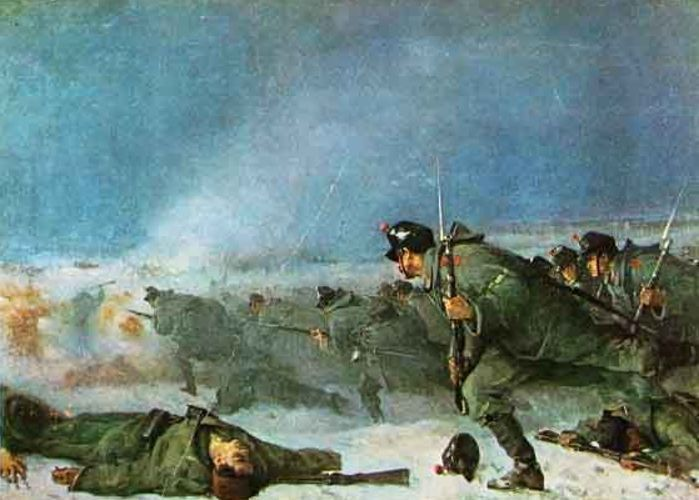
Atacul de la Smârdan - Grigorescu
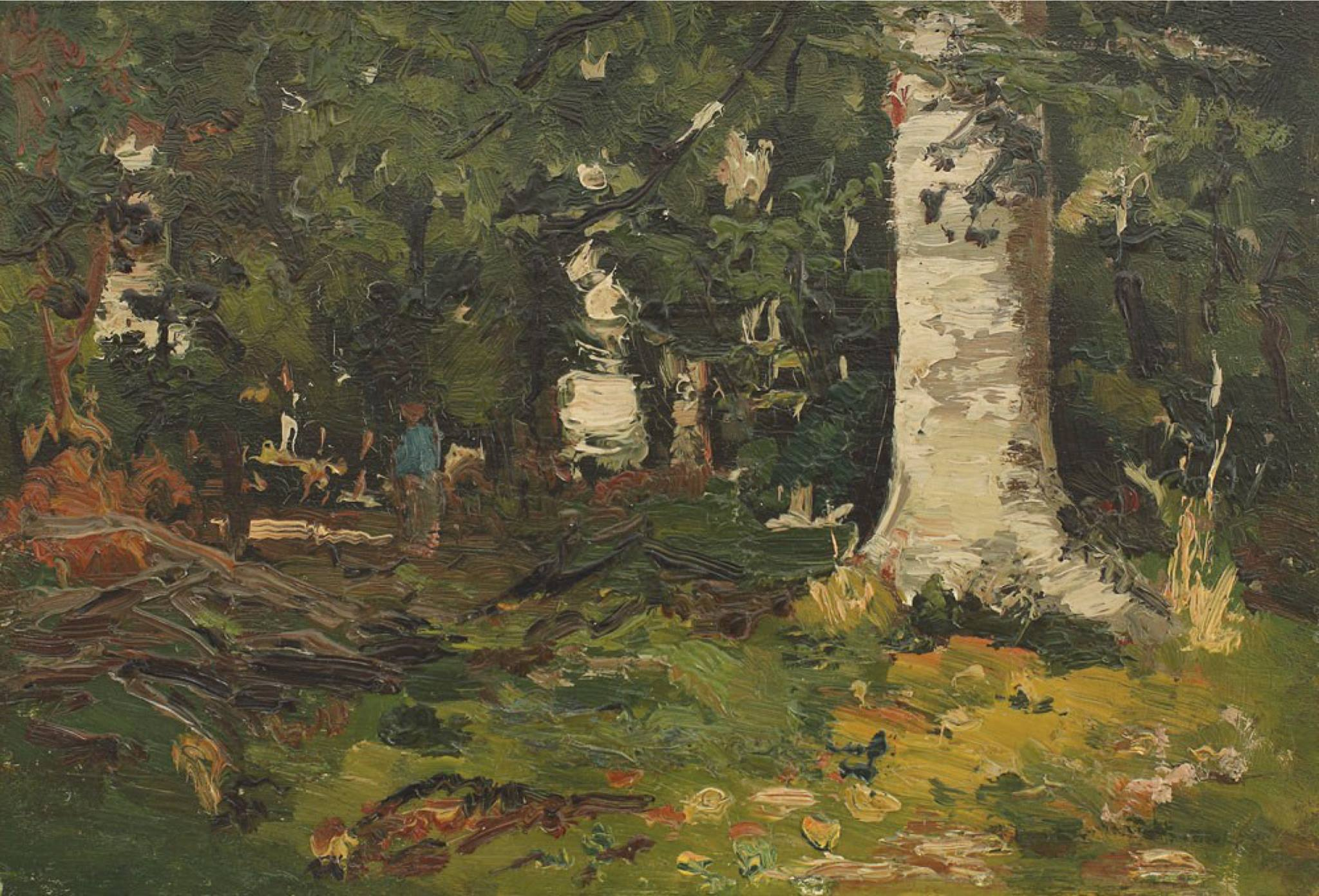
Pădure de mesteceni - Andreescu

### Expoziția din iunie 1886
Ca și la expoziția pe care a organizat-o în anul 1885, acest eveniment artistic a avut ca și cel precedent ca cap de afiș lucrările lui Ion Andreescu și Nicolae Grigorescu. De această dată, tablourile lui Andreescu erau deja arhicunoscute și ele nu au mai incitat interesul publicului. În acest an, pictorul aflat pe val era George Demetrescu Mirea care a expus 14 tablouri realizate în perioada dintre cele două expoziții. Răspunzători de bunul mers al evenimentului au fost G.D. Mirea, Ion Mincu și Ion Georgescu. Cu tot efortul organizatorilor de a ridica acest eveniment la un nivel superior fața de cel din anul precedent, expoziția nu a fost primită cu același entuziasm de către publicul aristocrat. Evenimentul nu mai era o noutate și vizitatorii obișnuiți neavând un acces facil au venit într-un număr foarte restrâns. După închiderea expoziției, Cercul Intim Club a mai organizat câteva recitaluri nereușite și seri literare care se adresau doar publicului "ales". Ca urmare, Cercul artistic literar Intim Club și-a încetat activitatea.

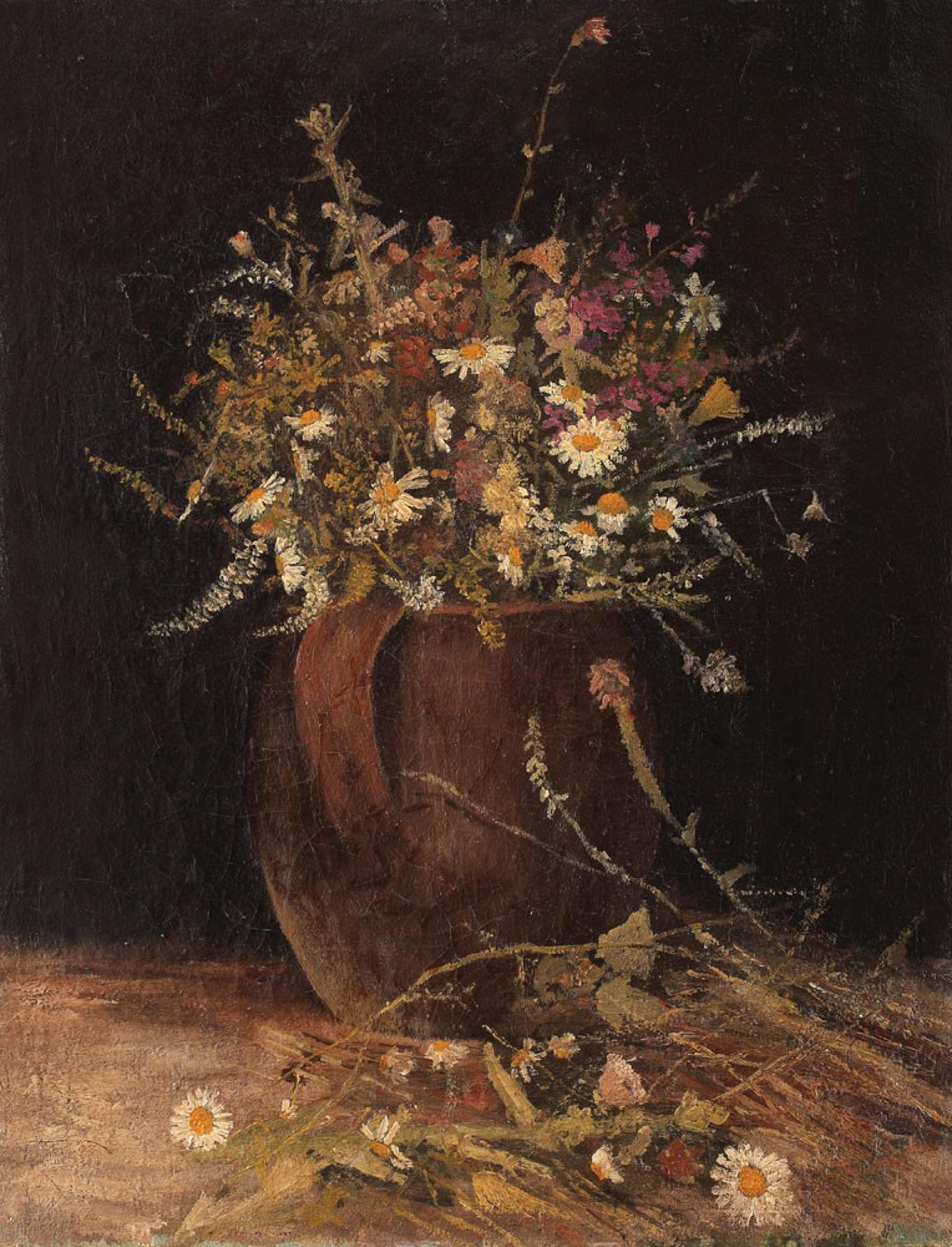
Ulcică cu flori de câmp - de Ion Andreescu, a fost prezentă la ambele expoziții ale societății Intim Club

#### Participanți
- Secția de pictură

Capetele de afiș:
- Ion Andreescu;
- Nicolae Grigorescu a expus 17 lucrări realizate anterior anului 1885, deci nu au prezentat un foarte mare interes;
- G.D. Mirea cu 14 tablouri dintre care s-au remarcat Bustul lui Gr. Caracaș, Portretul lui Robert Halfon,  Portretul în negru al dnei M. B. și Portretul drei E., ca vedete ale expoziției.;

Alți artiști mai puțin importanți care au expus 72 de lucrări:
- Nicolae Vermont, Feldiani, Alpar, Mihail Ștefănescu, K. Obedeanu și Emilia Féesi.

- Secția de sculptură:

- Ion Georgescu care a expus Bustul lui Carol Davilla, Bustul domnitorului Vasile Lupu și Bustul lui Matei Basarab.

## Concluzii
Cercul Intim Club a fost o nereușită organizatorică prin comparație cu evenimentele organizate de către Societatea Amicilor Bellelor-Arte ca a încercat și chiar a reușit într-o bună măsură să popularizeze artele în rândul maselor largi ale populației bucureștene. Intim Club nu a reușit decât să pervertească gustul artistic în rândurile marii burghezii românești.
Este de remarcat că Intim Club, mai puțin ca Societatea Amicilor Bellelor-Arte, a ținut trează ideea de societate artistică și de manifestări plastice colective. Contribuția importantă a Clubului a fost menținerea influenței în arta românească a operei lui Nicolae Grigorescu care, fără Intim Club, nu ar fi fost prea bine înțeles. Majoritatea criticilor de artă care s-au ocupat de opera maestrului de la Câmpina s-au pus de acord că atât Societatea Bellelor Arte, cât și Intim Club, au reușit să facă din artistul român figura principală în artele plastice din România. Meritul Cercului artistic literar Intim Club a fost și că a accentuat și a relevat românilor creația marelui pictor Ion Andreescu.